# Захват фортов у Кантона (1856)
Захват фортов у Кантона (англ. Battle of Canton (1856)) — первые бои между британскими и китайскими войсками, положившие начало Второй опиумной войне. Проходили с 23 октября по 13 ноября 1856 года на Жемчужной реке у города Кантон (Гуанчжоу).
Генерал-губернатор Гонконга считал оскорбительным для достоинства Британии отказ цинского наместника Е Минченя от извинения за задержание 8 октября английского судна и потому после совещания с главнокомандующим британскими войсками в Китае контр-адмиралом Майклом Сеймуром, командовавшим эскадрой, приказал тому овладеть укреплениями, оборонявшими речной путь к Кантону. Французское правительство также потребовало удовлетворения за убийство миссионера Шапделена.

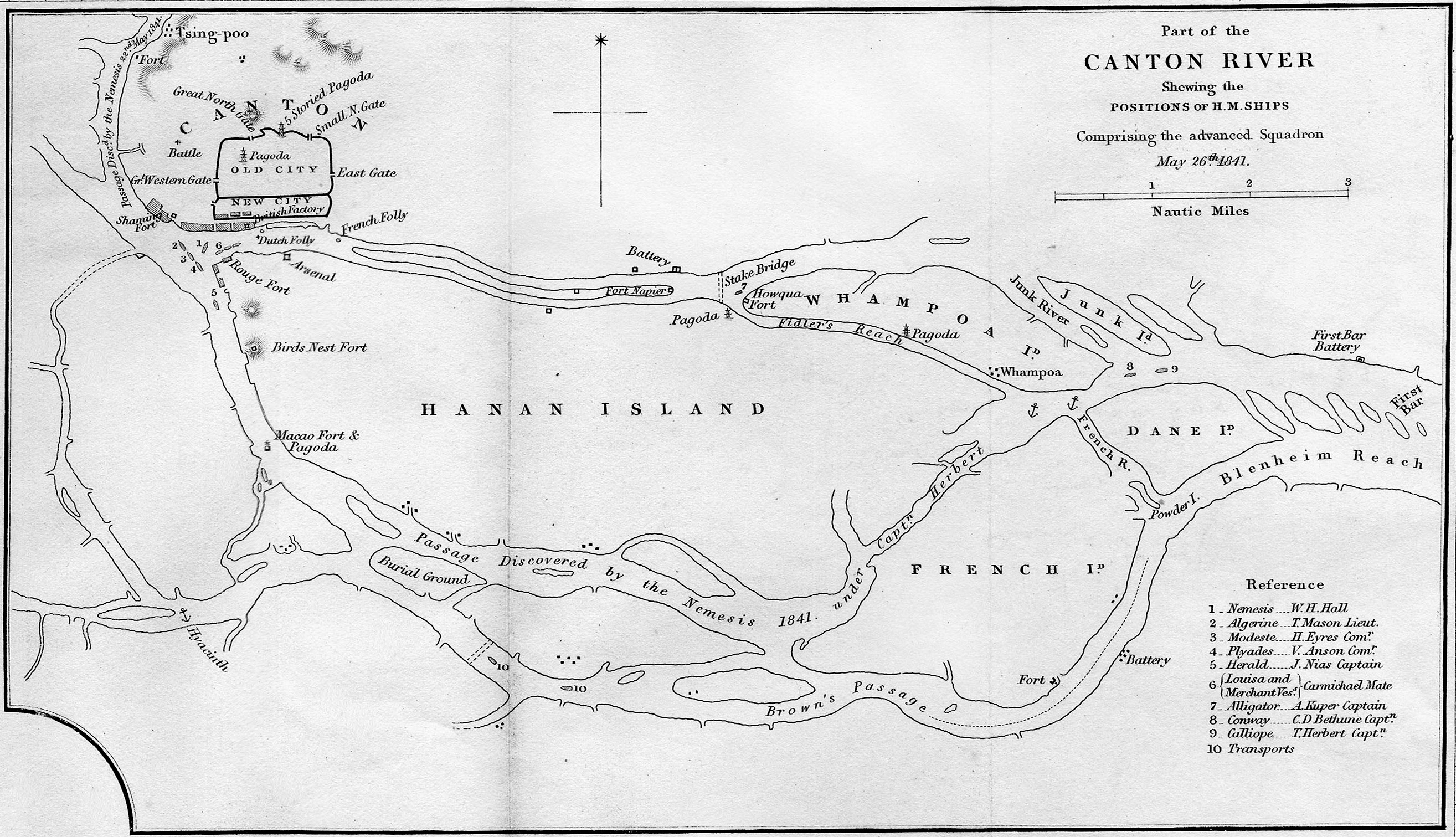
Система фортов на Жемчужной реке у Кантона

23 октября операции британской эскадры (один 80-пушечный линейный корабль и шесть паровых фрегатов и корветов) начались с нападения на четыре форта, известные как Барьерные форты на Жемчужной реке. При небольшом сопротивлении десанты с «Короманделя» и «Барракуты» захватили форты, причем первый выстрел в войне был произведен с «Короманделя». Китайские орудия немедленно заклепали, сами форты были разрушены и подожжены.  
После этих действий адмирал Сеймур направился на пароходе «Коромандель» в Кантон, в надежде получить требуемое удовлетворение от наместника. В то же время обе канонерские лодки овладели двумя фортами: Бленхейм и Макао, вооруженными 86 орудиями. Наместник Е Минчень, несмотря на потерю нескольких фортов, не соглашался извиняться, а потому адмирал Сеймур, опасаясь нападения китайцев на европейские фактории в Кантоне, занял их морской пехотой и матросами. Передовые посты и полевые орудия были размещены в наиболее важных точках факторий, а поперек улиц были построены баррикады для защиты от внезапного нападения.
Затем адмирал вернулся к форту Макао, откуда, вместе с обеими канонерскими лодками, направился к 35-орудийному форту Птичье гнездо и овладел им. Другой форт в протоке Макао, Шаминь, был без всякого боя оставлен китайцами. Далее эскадра овладела небольшим фортом, лежавшим близ Кантона напротив европейских факторий. На всех фортах захваченные орудия были выведены из строя.
25 октября Сеймур занял 50-орудийный форт Датч-Фоли, что давало возможность направить с него сильный огонь по всей южной части Кантона и по городской стене. С занятием форта Датч-Фоли положение наместника стало критическим, но несмотря на это в этот же день китайские войска атаковали пикеты в факториях, но были отбиты морскими пехотинцами.
27 октября из двух 36-фунтовых орудий с форта Датч-Фоли был открыт огонь по дворцу наместника, лежащему в центре города, и по южной стене, чтобы пробить в ней брешь. Снаряды произвели пожары в ближайших к реке частях города. В 11 часам следующего дня брешь была уже достаточно велика для штурма, и в 2 часа пополудни десантный отряд силой в 400 человек, с двумя полевыми орудиями, под командой Сеймура ворвался в новый город и занял дом наместника, потеряв только 3 человек убитыми и 11 ранеными. Этими действиями адмирал показал наместнику, что он может в любое время силой проникнуть в город. Вечером того же дня десант возвратился на суда, и в течение следующих трех дней продолжалась лишь бомбардировка Кантона, истребившая большую часть домов в предместьях. Новые переговоры Сеймура с Е Минченем, начатые 1 ноября, опять не привели ни к каким результатам.
3-го ноября были возобновлены военные действия и уничтожены 23 военные джонки, расположившиеся под прикрытием форта Фрэнч-Фоли, а сам форт занят десантом. 8 ноября спущенные китайцами по течению реки брандеры едва не подожгли одну из канонерских лодок.
В виду малочисленности своего отряда адмирал Сеймур не мог серьезно действовать против Кантона, а потому снова принялся за разрушение фортов. 12 ноября он атаковал форты Боке, вооруженные 400 орудиями, на которых англичане в первый раз встретили более упорное сопротивление, и только благодаря трусости гарнизона, завладели ими без значительных потерь. Последующие действия англичан ограничивались разрушением прибрежных фортов и бомбардировкой города, так как для занятия Кантона у Сеймура не хватало сухопутных войск.